# 蒂拉·齊齊克羅尼斯
蒂拉·齊齊克羅尼斯（英語：Taylah Tsitsikronis，1994年7月3日—）是一名出生於澳大利亞新南威爾士州的壘球選手，司職捕手，目前效力於國家職業快速壘球聯盟澳大利亞胡椒。她曾隨隊參加2014年世界女子壘球錦標賽，結果獲得銅牌。

## 外部連結
- 蒂拉·齊齊克羅尼斯的Facebook專頁
- 蒂拉·齊齊克羅尼斯的X（前Twitter）
- 蒂拉·齊齊克羅尼斯的Instagram帳戶